# Fessia
Fessia là một chi thực vật có hoa trong họ Asparagaceae.

## Danh sách loài
- Fessia bisotunensis (Speta) Speta, Phyton (Horn) 38: 101 (1998).
- Fessia furseorum (Meikle) Speta, Phyton (Horn) 38: 101 (1998).
- Fessia gorganica (Speta) Speta, Phyton (Horn) 38: 101 (1998).
- Fessia greilhuberi (Speta) Speta, Phyton (Horn) 38: 101 (1998).
- Fessia hohenackeri (Fisch. & C.A.Mey.) Speta, Phyton (Horn) 38: 101 (1998).
- Fessia khorassanica (Meikle) Speta, Phyton (Horn) 38: 101 (1998).
- Fessia parwanica (Speta) Speta, Phyton (Horn) 38: 101 (1998).
- Fessia purpurea (Griff.) Speta, Phyton (Horn) 38: 101 (1998).
- Fessia puschkinioides (Regel) Speta, Phyton (Horn) 38: 101 (1998).
- Fessia raewskiana (Regel) Speta, Phyton (Horn) 38: 102 (1998).
- Fessia vvedenskyi (Pazij) Speta, Phyton (Horn) 38: 102 (1998).